# توماس شنايدر (مجدف)
توماس شنايدر (بالألمانية: Thomas Schneider)‏ هو مجدف ألماني، ولد في 30 مارس 1932.

## وصلات خارجية
- توماس شنايدر على موقع الاتحاد الدولي للتجديف (الإنجليزية)
- توماس شنايدر على موقع اللجنة الأولمبية الدولية (الإنجليزية)
- توماس شنايدر على موقع أوليمبيديا (الإنجليزية)